# Ochsenheimeria taurella
Ochsenheimeria taurella (tên tiếng Anh: Liverpool Feather-horn) là một loài bướm đêm thuộc họ Ypsolophidae. Loài này có ở hầu hết châu Âu.
Sải cánh dài 11–12 mm. Con trưởng thành bay từ tháng 7 đến tháng 9. They fly ở đầu afternoon sunshine.
Ấu trùng ăn various coarse grasses, bao gồm các loài Dactylis glomerata và Poa. They mine the stems of their host plant.

## Hình ảnh

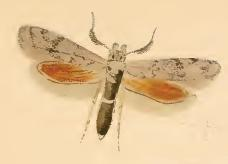
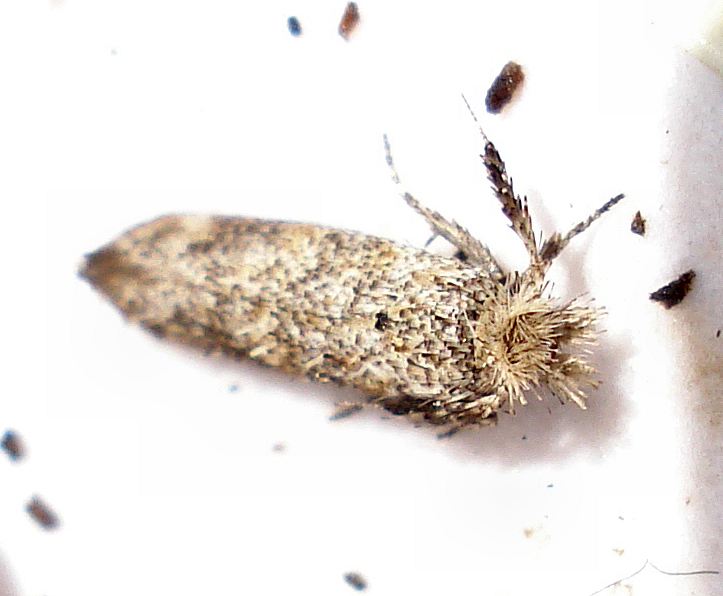
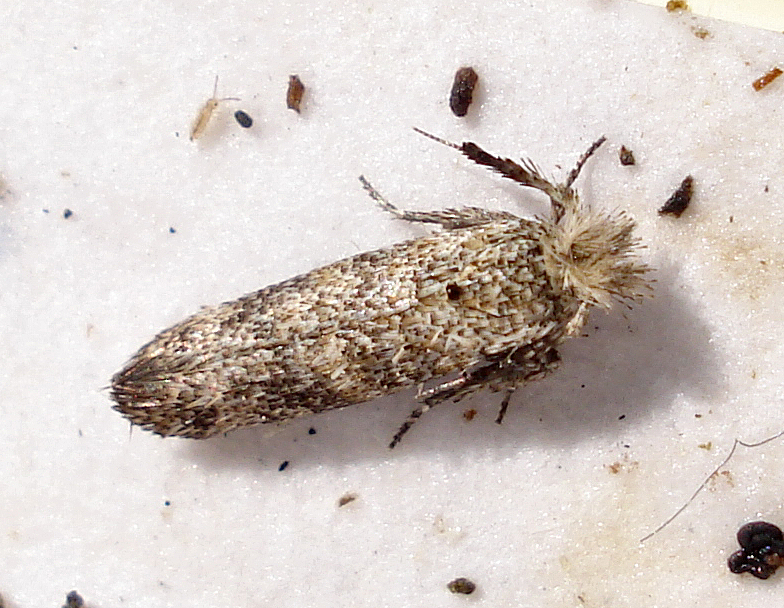
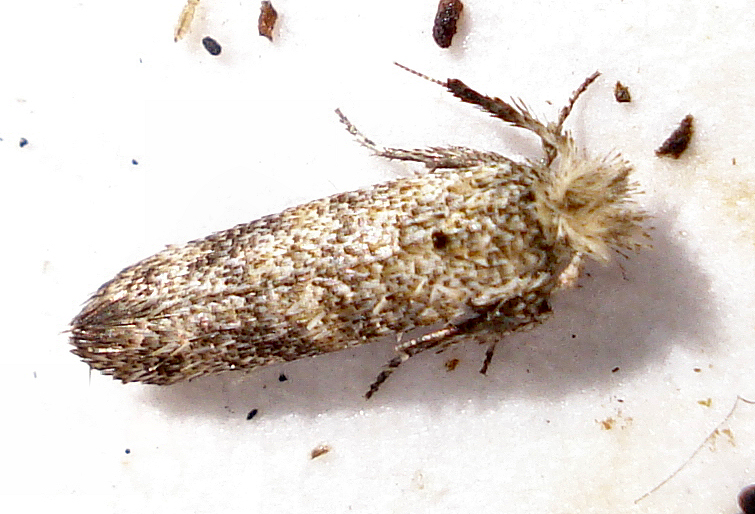